# 1-я Крылатская улица
Пе́рвая Крыла́тская у́лица (название со 2 августа 1966 года) — улица в Западном административном округе города Москвы на территории района Кунцево.

## История
Улица получила своё название 2 августа 1966 года как одна из семи номерных Крылатских улиц (большинство из них было упразднено при застройке района во время подготовки к Олимпиаде-80), названных по старинному селу Крылатское, известного по документам как Крилатьское (1417 год), Крылатско (1454 год), Крылецкое (1572 год), Крылацкое (XVIII век), мотивация названия не установлена. Предлагаемая связь со словом «крыло» сомнительна; возможно, название образовано от древнерусского глагола «крити», «кринути» — «купить», то есть село было новым владельцем у кого-то куплено, а не пожаловано или вновь основано.

## Расположение
1-я Крылатская улица проходит от Рублёвского шоссе на северо-восток, поворачивает на северо-запад и проходит параллельно Рублёвскому шоссе до 2-й Крылатской улицы. Между Звенигородской, Крылатской и 1-й Крылатской улицами, Рублёвским шоссе и Москвой-рекой расположен Филёвский (Суворовский) парк. По 1-й Крылатской улице не числится домовладений.

## Транспорт

### Наземный транспорт
По 1-й Крылатской улице не проходят маршруты наземного общественного транспорта. У юго-восточного конца улицы, на Рублёвском шоссе, расположена остановка «Суворовский парк» автобусов № 688, 733, 733к.

### Метро
- Станция метро «Кунцевская» Арбатско-Покровской и Филёвской линий и станция метро «Кунцевская» Большой кольцевой линии (соединены переходом) — юго-восточнее улицы, на пересечении Рублёвского шоссе с Кастанаевской, Молдавской и Малой Филёвской улицами (станция «Кунцевская» Арбатско-Покровской и Филёвской линий и «Кунцевская» Большой кольцевой линии), на пересечении Рублёвского шоссе с улицей Ивана Франко (станция «Кунцевская» Большой кольцевой линии).
- Станция метро «Молодёжная» Арбатско-Покровской линии — западнее улицы, на пересечении Ельнинской и Ярцевской улиц.

### Железнодорожный транспорт
- Станция «Кунцевская» Смоленского направления МЖД - юго-восточнее улицы, на пересечении улицы Ивана Франко и Рублёвского шоссе.